# Dacia EuroCity
A Dacia EuroCity (Ausztriában gyorsvonat, Romániában InterRegioNight) a MÁV Személyszállítási Zrt., a CFR Călători és az ÖBB által közlekedtetett éjszakai vonat (vonatszám: 346-347) Bukarest-Északi pályaudvar és Wien Hauptbahnhof között, Budapest-Keleti pályaudvar érintésével. Naponta egy-egy pár közlekedik, a CFR Călători és a MÁV Személyszállítási Zrt. által kiállított kocsikkal.

## Története
Az 1991–1992-es menetrendváltáskor indították expresszvonatként Bukarest és Bécs között Budapest-Keleti pályaudvar érintésével. Lőkösháza és Budapest között az InterCity-járatok megállási rendjével közlekedett. Később a vonat Lőkösháza és Hegyeshalom között csak Békéscsaba, Budapest-Keleti és Győr állomásokon állt csak meg. A 2000–2001-es menetrendváltástól a vonat gyorsvonatként közlekedik, és újra megáll Szolnokon.
2009-től Mosonmagyaróváron, 2014-től Tatabányán, 2015-től pedig Ferencvárosban is megáll.
2020. március 18-tól június 30-ig a koronavírus-járvány miatt a vonat ideiglenesen Bécs és Budapest között közlekedett csak ebben a viszonylatban. 2020. július 1-jétől újra teljes útvonalon közlekedik.
2021. december 12-étől Bécs és Szolnok között a Corvin nemzetközi gyorsvonattal egyesítve közlekedik.
2022. február 1-jétől várhatóan 2024 nyarára Békéscsaba és Lőkösháza közötti vágányzár miatt több alkalommal a vonat kerülőúton, Biharkeresztes felé közlekedik Corvin gyorsvonattal. Szolnok és Békéscsaba állomások között pótló gyorsvonat közlekedik (vonatszámuk: 7440/7449).
2024. december 15-től a vonat EuroCityként közlekedik tovább és Ferencvárosban nem áll meg.

## Napjainkban
A vonatot Budapest és Bécs között általában a Magyar Államvasutak 480-as, míg Budapest és Bukarest között a CFR 47-es sorozatú villamosmozdonya vontatja.
A vonatra belföldi utazásra a magyar kocsikba InterCity pót- és helyjegy váltása kötelező, nemzetközi forgalomban helyjegy váltható. A román kocsik belföldi forgalomban gyorsvonati pótjeggyel vehetőek igénybe.
Ideiglenes vonatösszeállítás 2022. február 1-jétől:
| Kocsiszám | Típus                           | Útirány                                                             |
| --------- | ------------------------------- | ------------------------------------------------------------------- |
|           | CFR 40 villanymozdony           | Bukarest – Kolozsvár                                                |
|           | CFR 64 dízelmozdony             | Kolozsvár – Biharkeresztes                                          |
|           | START 418 dízelmozdony          | Biharkeresztes – Püspökladány                                       |
|           | START 480 villanymozdony        | Püspökladány – Budapest                                             |
| 416       | CFR WLABmee (hálókocsi)         | Kolozsvár – Budapest – Bécs (a Corvin gyorsvonat közvetlen kocsija) |
| 414       | CFR WLABmee (hálókocsi)         | Bukarest – Budapest – Bécs                                          |
| 413       | CFR AcBcmee (fekvőhelyes kocsi) | Bukarest – Budapest – Bécs                                          |
| 412       | CFR B11 (másodosztályú fülkés)  | Bukarest – Budapest – Bécs                                          |
| 411       | CFR A10 (másodosztályú termes)  | Kolozsvár – Budapest – Bécs (a Corvin gyorsvonat közvetlen kocsija) |
| 425       | START Bd (másodosztályú fülkés) | Kolozsvár – Püspökladány (a Corvin gyorsvonat közvetlen kocsija)    |
| 424       | START Bd (másodosztályú fülkés) | Kolozsvár – Püspökladány (a Corvin gyorsvonat közvetlen kocsija)    |
| 3         | CFR A10 (első osztályú termes)  | Bukarest – Kolozsvár                                                |
| 2         | CFR B11 (másodosztályú termes)  | Bukarest – Kolozsvár                                                |
| 1         | CFR B11 (másodosztályú termes)  | Bukarest – Kolozsvár                                                |

| Kocsiszám | Típus                            |
| --------- | -------------------------------- |
|           | START 480 villanymozdony         |
| 407       | START Bmz (másodosztályú fülkés) |
| 408       | START Bmz (másodosztályú fülkés) |
| 409       | START Amz (első osztályú fülkés) |
| 411       | CFR A10 (másodosztályú termes)   |
| 412       | CFR B11 (másodosztályú fülkés)   |
| 413       | CFR AcBcmee (fekvőhelyes kocsi)  |
| 414       | CFR WLABmee (hálókocsi)          |
| 416       | CFR WLABmee (hálókocsi)          |

| Kocsiszám | Típus                            |
| --------- | -------------------------------- |
|           | START 480 villanymozdony         |
| 409       | START Amz (első osztályú fülkés) |
| 408       | START Bmz (másodosztályú fülkés) |
| 407       | START Bmz (másodosztályú fülkés) |
| 416       | CFR WLABmee (hálókocsi)          |
| 414       | CFR WLABmee (hálókocsi)          |
| 413       | CFR AcBcmee (fekvőhelyes kocsi)  |
| 412       | CFR B11 (másodosztályú fülkés)   |
| 411       | CFR A10 (másodosztályú termes)   |

| Kocsiszám | Típus                           | Útirány                                                                       |
| --------- | ------------------------------- | ----------------------------------------------------------------------------- |
|           | START 480 villanymozdony        | Budapest – Püspökladány                                                       |
|           | START 418 dízelmozdony          | Püspökladány – Biharkeresztes                                                 |
|           | CFR 64 dízelmozdony             | Biharkeresztes – Kolozsvár                                                    |
|           | CFR 40 villanymozdony           | Kolozsvár – Bukarest                                                          |
| 424       | START Bd (másodosztályú fülkés) | Püspökladány – Kolozsvár (a Corvin gyorsvonat közvetlen kocsija)              |
| 425       | START Bd (másodosztályú fülkés) | Püspökladány – Kolozsvár (a Corvin gyorsvonat közvetlen kocsija)              |
| 411       | CFR A10 (másodosztályú termes)  | Bécs – Szolnok – Kolozsvár (a Corvin gyorsvonat közvetlen kocsija)            |
| 412       | CFR B11 (másodosztályú fülkés)  | Bécs – Budapest – Bukarest                                                    |
| 413       | CFR AcBcmee (fekvőhelyes kocsi) | Bécs – Budapest – Bukarest                                                    |
| 414       | CFR WLABmee (hálókocsi)         | Bécs – Budapest – Bukarest                                                    |
| 416       | CFR WLABmee (hálókocsi)         | Bécs – Budapest – Szolnok – Kolozsvár (a Corvin gyorsvonat közvetlen kocsija) |

## Útvonala
- București Nord
- Ploiești Vest
- Sinaia
- Predeál
- Brassó
- Segesvár
- Medgyes
- Balázsfalva
- Koslárd (csak Budapest felé)
- Gyulafehérvár
- Piski
- Déva
- Arad
- Kürtös
- Lőkösháza
- Békéscsaba
- Szolnok
- Budapest-Keleti
- Budapest-Kelenföld
- Tatabánya
- Győr
- Mosonmagyaróvár
- Hegyeshalom
- Wien Hauptbahnhof (Bécs)